# Simin Han
Simin Han ist ein Ort an der Jala oberhalb von Tuzla, im Nordosten von Bosnien und Herzegowina.

## Bevölkerung
2013 hatte der Ort 2621 Einwohner.
1991 bezeichneten sich von insgesamt 2.309 Einwohnern 1164 als Serben (50,4 %), 517 als Muslime (Bosniaken) (22,4 %), 360 als Jugoslawen (15,6 %), 108 als Kroaten (4,7 %) und 160 als Angehörige sonstiger Gruppen.
1895 hatte Simin Han 110 Einwohner.

## Geschichte
Der Bau eines ersten Werks zur Produktion von Salz begann in Simin Han 1884 und wurde ein Jahr später fertiggestellt. Ab 1885 bis heute stellt die Solana Salz her und handelt mit diesem; unabhängig von dem Wechsel der verschiedenen Staatssysteme.
Meyers Großes Konversations-Lexikon, Band 18. Leipzig 1909 beschreibt auf Seite 478 Simin Han als Bergwerksort im Kreis Dolnja-Tuzla. Außerdem besaß der Ort eine Endstation der Staatsbahnlinie  Doboj-Dolnja-Tuzla-Simin Han. Des Weiteren gab es einen Straßenkreuzungspunkt nach Zvornik und Brecska. Auch beinhaltete es eine große Saline, dessen Sole mittels Dampfpumpen gehoben. Diese wurden in einer vier Kilometer langen Röhrenleitung nach Simin Han geführt.

## Sport
Der bosnische Erstligaverein FK Tuzla City hat seinen Sitz in Simin Han.

## Verkehr
Simin Han liegt an der Verzweigung der aus Tuzla kommenden Fernstraßen M18 nach Bijeljina und M4 nach Zvornik.